# 西尾市立平坂小学校
西尾市立平坂小学校（にしおしりつ へいさかしょうがっこう）は、愛知県西尾市平坂町にある公立小学校。

## 概要
- 平坂町（一部）、平坂吉山町1・2丁目、楠村町（一部）、西小梛町、小栗町（一部）、羽塚町（一部）、羽塚西ノ山2丁目（一部）、法光寺町（一部）、田貫町（一部）、田貫3・4丁目（一部）、富山町（一部）、富山1・2丁目（一部）、矢田1・2丁目（一部）、中畑町（一部）、中畑1・2丁目（一部）が校区である[1]。

## 沿革
矢田小学校の開校年は明治39年（1906年）である。ここではそれ以前についても記述する。
- 1872年（明治5年）8月 - 郷学校として平坂郷学校が開校する。
- 1873年（明治6年）
  - 2月 - 平坂義校に改称する。
  - 10月2日 - 小学平坂学校に改称する。
- 1882年（明治15年）11月 - 第9学区公立小学平坂学校に改称する。
- 1884年（明治17年） - 平坂村、新実新田、市川新田が合併し、平坂村となる。
- 1887年（明治20年） - 尋常小学平坂学校に改称する。
- 1889年（明治22年）10月1日 - 平坂村、楠村、小栗新田が合併し、平坂村となる。
- 1892年（明治25年）8月 - 平坂尋常小学校に改称する。
- 1894年（明治27年）6月30日 - 高等科を設置し、平坂尋常高等小学校に改称する。
- 1906年（明治39年）
  - 5月1日 - 平坂村、中畑村、及び西野町村の一部（田貫）、奥津村 の大部分（山田、富山、上矢田、羽塚、下矢田、国森、新在家、徳永）が合併し、平坂村となる。
  - 9月15日 - 平坂村内の学校再編により、奥津尋常高等小学校の高等科を編入し、改めて平坂尋常高等小学校となる。
- 1924年（大正13年）10月1日 - 平坂村が町制施行し、平坂町となる。
- 1941年（昭和16年）4月1日 - 平坂国民学校に改称する。
- 1946年（昭和21年）4月1日 - 平坂町中部国民学校に改称する。
- 1947年（昭和22年）4月1日 - 平坂町立平坂中部小学校に改称する。
- 1954年（昭和29年）8月10日 - 平坂町が西尾市に編入される。同時に西尾市立平坂小学校に改称する。

## 交通アクセス
- 六万石くるりんバス東廻り線「平坂小北」バス停より徒歩約3分。
- 名鉄西尾線西尾駅下車、徒歩約45分。

## 周辺施設
- 西尾市立平坂中学校
- 西尾市立矢田小学校
- 西尾市立中畑小学校
- 西尾市立矢田保育園
- 西尾信用金庫平坂支店
- JA三河平坂
- 西尾市勤労会館